# Episodi di Doctor Who (serie televisiva 1963) (ventesima stagione)
Questa voce contiene l'elenco dei 22 episodi della ventesima stagione, più uno speciale, della serie TV Doctor Who, interpretata da Peter Davison nel ruolo del Quinto Dottore.
L'episodio speciale The Five Doctors, realizzato in occasione del ventennale della serie, vide l'incontro dei cinque dottori e il ritorno dei loro interpreti con l'esclusione di William Hartnell, scomparso anni prima e sostituito da Richard Hurndall. Hartnell, che aveva interpretato il Primo Dottore, è comunque visibile nelle prime scene dello speciale, tratte dall'episodio Punto di esplosione. Anche Tom Baker, l'interprete del quarto Dottore, scelse di non prendere parte alle riprese: furono tuttavia recuperate delle scene girate per la diciassettesima stagione, mai andato in onda, e inserite nello speciale, consentendo così anche al quarto Dottore di comparire.
Gli episodi di questa stagione sono andati in onda nel Regno Unito dal 3 gennaio al 16 marzo 1983 mentre lo speciale del ventennale è andato in onda a novembre dello stesso anno. Sono del tutto inediti in Italia. Come per tutte le stagioni della serie classica, gli episodi vengono suddivisi in "macrostorie" (in inglese, serial) con una propria continuità narrativa e un proprio titolo, qui indicato nella colonna "Titolo serial" della tabella.
| nº | Titolo originale     | Titolo italiano | Prima TV UK      | Prima TV Italia | Titolo serial     |
| -- | -------------------- | --------------- | ---------------- | --------------- | ----------------- |
| 1  | Arc of Infinity I    |                 | 3 gennaio 1983   |                 | Arc of Infinity   |
| 2  | Arc of Infinity II   |                 | 4 gennaio 1983   |                 | Arc of Infinity   |
| 3  | Arc of Infinity III  |                 | 11 gennaio 1983  |                 | Arc of Infinity   |
| 4  | Arc of Infinity IV   |                 | 12 gennaio 1983  |                 | Arc of Infinity   |
| 5  | Snakedance I         |                 | 18 gennaio 1983  |                 | Snakedance        |
| 6  | Snakedance II        |                 | 19 gennaio 1983  |                 | Snakedance        |
| 7  | Snakedance III       |                 | 25 gennaio 1983  |                 | Snakedance        |
| 8  | Snakedance IV        |                 | 26 gennaio 1983  |                 | Snakedance        |
| 9  | Mawdryn Undead I     |                 | 1º febbraio 1983 |                 | Mawdryn Undead    |
| 10 | Mawdryn Undead II    |                 | 2 febbraio 1983  |                 | Mawdryn Undead    |
| 11 | Mawdryn Undead III   |                 | 8 febbraio 1983  |                 | Mawdryn Undead    |
| 12 | Mawdryn Undead IV    |                 | 9 febbraio 1983  |                 | Mawdryn Undead    |
| 13 | Terminus I           |                 | 15 febbraio 1983 |                 | Terminus          |
| 14 | Terminus II          |                 | 16 febbraio 1983 |                 | Terminus          |
| 15 | Terminus III         |                 | 22 febbraio 1983 |                 | Terminus          |
| 16 | Terminus IV          |                 | 23 febbraio 1983 |                 | Terminus          |
| 17 | Enlightenment I      |                 | 1º marzo 1983    |                 | Enlightenment     |
| 18 | Enlightenment II     |                 | 2 marzo 1983     |                 | Enlightenment     |
| 19 | Enlightenment III    |                 | 8 marzo 1983     |                 | Enlightenment     |
| 20 | Enlightenment IV     |                 | 9 marzo 1983     |                 | Enlightenment     |
| 21 | The King's Demons I  |                 | 15 marzo 1983    |                 | The King's Demons |
| 22 | The King's Demons II |                 | 16 marzo 1983    |                 | The King's Demons |
| ES | The Five Doctors     |                 | 25 novembre 1983 |                 | The Five Doctors  |

## Arc of Infinity

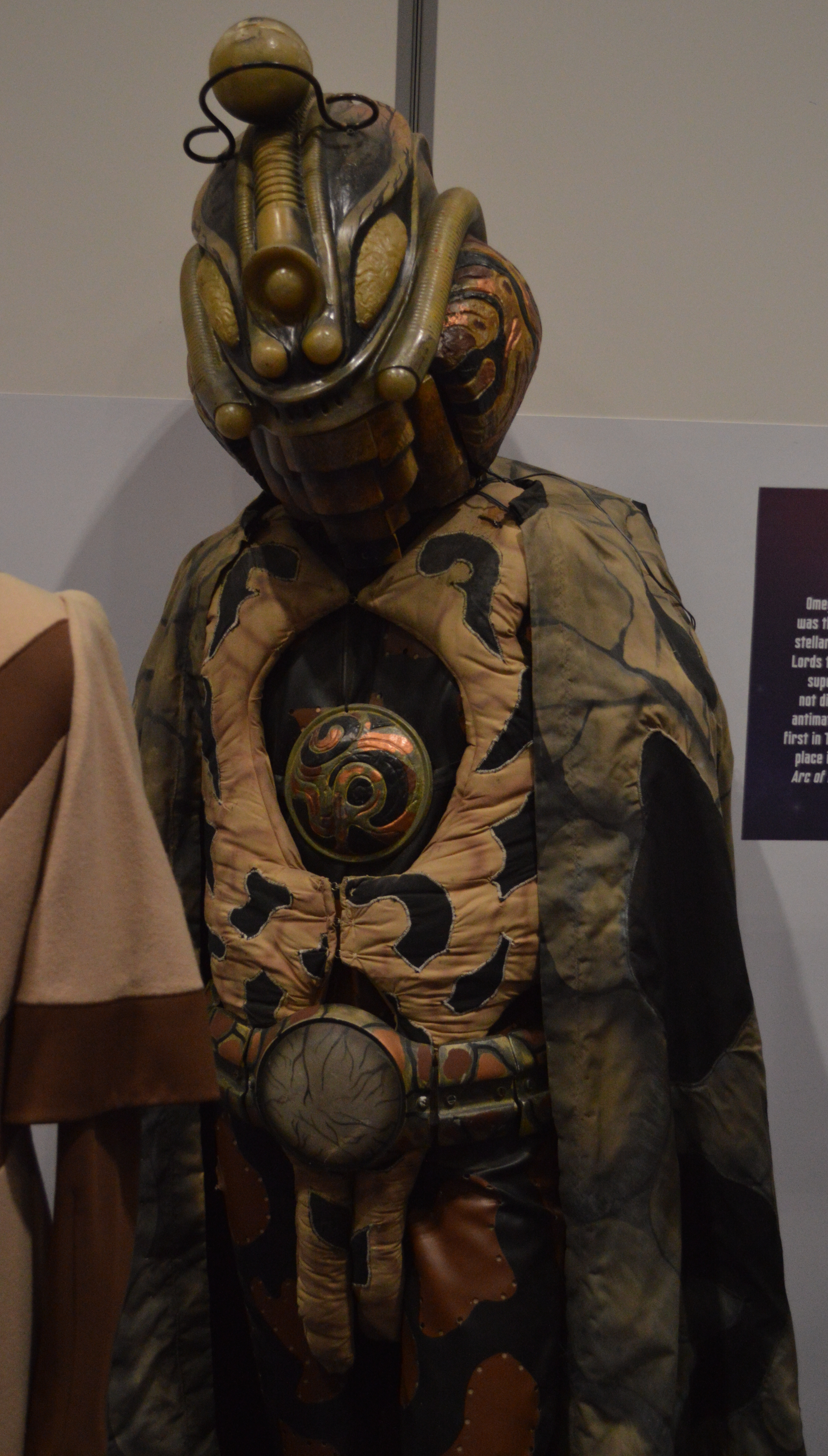
Il costume di Omega in Arc of Infinity, esposto alla Doctor Who Experience di Cardiff.

- Diretto da: Ron Jones
- Scritto da: Johnny Byrne

### Trama
Dal supercomputer The Matrix su Gallifrey viene rubato il biodata del Dottore. Poco dopo, un essere proveniente da un universo composto di antimateria inizia a legarsi geneticamente col Dottore. Il Dottore e Nyssa tornano a Gallifrey, ma l'Alto Consiglio ne ordina la sua esecuzione—mentre sulla Terra, all'insaputa dei suoi amici, la ricerca del cugino di Tegan ad Amsterdam è anch'essa in qualche modo legata agli eventi. Spetta a Nyssa scoprire l'identità di un traditore dell'Alto Consiglio, e svelare il nemico che manipola il Dottore, Omega, un'entità che da molto tempo trama vendetta contro il Dottore e gli stessi Signori del Tempo.

## Snakedance
- Diretto da: Fiona Cumming
- Scritto da: Christopher Bailey

### Trama
L'entità conosciuta come Mara prende ancora una volta il controllo della mente di Tegan e la costringe a dirigere il TARDIS a Manussa, sede del suo potente impero. Generazioni prima, il Mara fu cacciato da Manussa grazie al Grande Cristallo, un dispositivo che migliora le capacità mentali del suo utilizzatore. Ora il Mara intende usare il Cristallo per tornare al potere. Spetta al Dottore portare alla luce le terribili origini del Mara, e cercare l'unico uomo che può mostrargli come sconfiggerlo.

## Mawdryn Undead
- Diretto da: Peter Moffatt
- Scritto da: Peter Grimwade

### Trama
Un alieno di nome Turlough vive in segreto tra i ragazzi di un collegio inglese dove il Brigadiere insegna matematica. Viene contattato dal Black Guardian, che vuole che uccida il Dottore. Il TARDIS, nel frattempo, trasporta il Dottore, Nyssa e Tegan in una stazione spaziale. Lì sono imprigionati un gruppo di scienziati guidati da Mawdryn, che hanno cercato di rubare i segreti dei Signori del Tempo, messi per punizione in uno stato di perenne rigenerazione. Spetta al Dottore trovare un modo di aiutare Mawdryn, ma farlo potrebbe costargli le sue rimanenti rigenerazioni.

## Terminus
- Diretto da: Mary Ridge
- Scritto da: Stephen Gallagher

### Trama
Il sabotaggio di Turlough fa sì che il TARDIS effettui un atterraggio di emergenza in una stazione spaziale chiamata Terminus, dove le vittime dell'orribile e virulenta malattia di Lazar vanno a morire. Il Dottore scopre che Terminus è alimentato da due enormi motori, uno dei quali è esploso molto tempo prima, evento che ha innescato il Big Bang e la creazione dell'universo. Ora anche l'altro motore sta per detonare—un evento che avrà conseguenze catastrofiche per il cosmo.

## Enlightenment
- Diretto da: Fiona Cumming
- Scritto da: Barbara Clegg

### Trama
Sotto l'influenza del White Guardian, il TARDIS si materializza su quello che sembra essere uno yacht da regata edoardiano, che si scopre essere un veicolo spaziale in competizione in una gara interplanetaria. I concorrenti sono gli Eternal, esseri immortali incapaci di immaginazione o pensiero creativo, mentre l'equipaggio è costituito da mortali, dalle cui menti gli Eternal traggono ispirazione. Il premio in gara è l'Enlightenment, offerto dai Black e i White Guardian. Tuttavia, uno degli Eternal, il malvagio Captain Wrack, è in combutta col Black Guardian, e non si fermerà davanti a nulla per vincere.

## The King's Demons
- Diretto da: Tony Virgo
- Scritto da: Terence Dudley

### Trama
Il Dottore, Tegan e Turlough si trovano nell'Inghilterra del 1215. Arrivano al castello di Ranulf Fitzwilliam, dove si stupiscono di trovare anche Giovanni d'Inghilterra, soprattutto perché dovrebbe trovarsi a Londra, coinvolto negli eventi che porteranno a sigillare la Magna Carta. I viaggiatori temporali scoprono che il re non è chi dice di essere - è infatti un robot mutaforma chiamato Kamelion, sotto l'influenza del Maestro, che sta cercando di cambiare irreversibilmente il corso della storia della Terra.

## The Five Doctors
- Diretto da: Peter Moffatt
- Scritto da: Terrance Dicks

### Trama
Mentre il Quarto Dottore e Romana sono intrappolati in un vortice temporale, il Primo, Secondo, Terzo e Quinto Dottore, insieme a molti dei loro compagni, vengono intrappolati nella proibita Death Zone a Gallifrey. Mentre si dirigono verso la Dark Tower in cui è sepolto Rassilon, incontrano una serie di loro mortali nemici. Quando il Quinto Dottore trova un modo per teletrasportarsi alla Cittadella, tuttavia, scopre le prove di un traditore dell'Alto Consiglio. Restano tutti coinvolti nel gioco di Rassilon, il cui premio è la stessa immortalità.